# HD 107192
HD 107192，又名BD+88 71，SAO 2010、HR 4686，是一颗恒星，视星等为6.28，位于銀經123.35，銀緯29.4，其B1900.0坐标为赤經12h 14m 23.5s，赤緯+88° 29.4′ 15″。